# Esther Artner
Esther Sophia Artner (* 2. Juni 1985 als Esther Sophia Kerbler in Wien, Österreich) ist eine österreichische Schauspielerin, Yoga-Lehrerin und Produzentin.

## Leben und Werk
Esther Artner wuchs in Wien-Penzing auf. Ihr Vater, Günter Kerbler, ist im Immobiliengeschäft tätig. Nach ihrem Schulabschluss begann Artner ein Studium der Betriebswirtschaft an der BWZ. Bei Puls TV – heute Puls 4 – arbeitete sie als Praktikantin und Video-Journalistin und sammelte erste Erfahrungen vor und hinter der Kamera. Im Jahr 2011 zog sie nach Berlin, wo sie an der Entwicklung und Gründung des Start-ups FlavorSys (heute Project Technologies GmbH) beteiligt war.
2013 zog Artner nach New York, wo sie an der Actors Studio Drama School einen Master of Fine Arts absolvierte. Während ihres Aufenthalts in New York arbeitete sie als Schauspielerin und Performerin als Teil des Box Collective – zusammen mit Sara Fay George und Andrea Goldman – und trat in Off-Broadway-Stücken sowie in unabhängigen Filmproduktionen auf. Unter anderem spielte sie 2017 die Estelle Rigault in Jean-Paul Sartres Geschlossene Gesellschaft sowie 2018 und 2019 die weibliche Hauptrolle in Last Life: A Shakespeare Play.
Neben dem Schauspielstudium arbeitete Artner als Yogalehrerin und gründete ihre eigene Produktionsfirma namens Piece of Yourself. In diesem Rahmen entwickelte sie Filme und Theaterstücke, darunter z. B. den Film „To See You Smile“, den sie schrieb, produzierte, Regie führte und auch selbst mitspielte. 2018 schrieb sie den Kurzfilm „Fire in Water“ (Regie Julie Deffet), der bei den Film-Festivals Prisma Rome und The Big Apple Film Festival nominiert wurde und den Preis für Best Cinematography beim Female Voices Rock gewann. Zudem wurde er als Case Study bei Arri Zeiss Cinematography gezeigt und bei den LA Film Awards in den Kategorien „Best Picture“, „Best Director“ und „Best Narrative Short“ ausgezeichnet.
2019 führte Artner beim Fringe Festival in Edinburgh zusammen mit dem Box Collective das Stück Last Life: A Shakespeare Play auf, das aus mehreren Werken von William Shakespeare entwickelt wurde und Geschlechterrollen aus der „Post-MeToo-Perspektive“ beobachtet. Das Stück wurde international durchaus positiv angenommen und von der Royal Shakespeare Company gelobt. Laut eigener Aussage konzentriert sich Artner derzeit vermehrt auf einen Einstieg in die TV-Branche.

## Theater

### New York Theatre
- 2014: Paige (Hauptrolle, als Esther Kerbler) in Trapped Abstract: Born to Die von Alana Dorsett (Thespis Festival)[12]
- 2015: Mutter (Nebenrolle) in The Stadt Elegies von Monica Gossman (Biennale di Venezia & Milan Expo)[13]
- 2016: Billie (Hauptrolle) in Women of Manhattan von Michael Blatt (Repertory Season)
- 2016: Salome (Hauptrolle) in In or Out von Sara Fay George (The Box Collective)
- 2016: Ensemble Member (Ensemble) in Uncounter von Brian Rinhardt
- 2017: Estelle (Hauptrolle) in No Exit von Alanna Dorsett (Chinatown Soup)[14]
- 2017: Ensemble Member (Ensemble) in Reborn von Shashwat Gupta
- 2018: Gru (Hauptrolle) in Small Amongst Infinite Stars von Julia Sears (Guildhall Theater)
- 2018: Woman (Hauptrolle) in Last Life: A Shakespeare Play von Sara Fay George (Loft 29)

### International Theatre
- 2019: Priestess (Nebenrolle) in Astarte Temple von Christopher Fuelling
- 2019: Woman (Hauptrolle) in Last Life: A Shakespeare Play von Sara Fay George (Fringe Festival Edinburgh)

### Film
- 2016: Anna (Nebenrolle) in Boyz von Christopher Goutman (TV-Pilot)
- 2016: Becca (Nebenrolle) in Carmen von Sergio Allard (Feature Film)
- 2016: Valerie (Hauptrolle) in Upstream 3D von Shashwat Gupta (3D Short)
- 2017: Savanna (Nebenrolle) in Cherry Bomb von Jeff Wesselschmidt (Feature Film)[15]
- 2017: Hannah (Hauptrolle) in Adjustment of Status von Jared Szafmann (Independent Film)
- 2017: Maxine (Hauptrolle) in Forever Young Esther Artner (Independent Film)
- 2018: Melanie (Hauptrolle) in The Most Important Thing von Julie Deffet (Independent Film)